# Gare de Manbaa El Ghozlane
La gare de Manbaa El Ghozlane est une gare ferroviaire algérienne située sur le territoire de la commune d'El Outaya, dans la wilaya de Biskra, au nord-est du Sahara algérien.

## Situation ferroviaire
La gare est située dans la localité de Manbaa El Ghozlane, dans nord de la commune d'El Outaya, sur la ligne d'El Guerrah à Touggourt. Elle est précédée de la gare d'El Kantara et suivie de celle d'El Outaya.

## Service des voyageurs

### Desserte
La gare de Manbaa El Ghozlane est desservie par les trains régionaux de la liaison Constantine - Biskra,,.